# Renard volant des Mariannes
Pteropus mariannus
Espèce
Synonymes
- Pteropus keraudren Quoy et Gaimard, 1824

Statut de conservation UICN

 EN B1ab(iii,v) : En danger
Statut CITES
Pteropus mariannus (renard volant des Mariannes) est une espèce de chauve-souris.